# Melipona lupitae
Melipona lupitae är en biart som beskrevs av Ayala 1999. Melipona lupitae ingår i släktet Melipona och familjen långtungebin. Inga underarter finns listade i Catalogue of Life.